# Excisie
Excisie (letterlijk: uitsnijden) is een algemene term waarmee een chirurgische ingreep wordt aangeduid die het afwijkende weefsel in zijn geheel verwijdert. Zo kunnen bijvoorbeeld kwaadaardige gezwellen geëxcideerd worden.
De term excisie-biopsie duidt een procedure aan waarbij de afwijking in zijn geheel wordt weggenomen, terwijl bij een incisiebioptie slechts een gedeelte wordt weggenomen.